# Kurt Kuschela
Kurt Kuschela, né le 30 septembre 1988 à Berlin, est un céiste allemand.
Aux Jeux olympiques d'été de 2012 à Londres, il est sacré champion olympique de canoë biplace 10 000 m avec Peter Kretschmer, devant les Biélorusses Andrei Bahdanovich et Aliaksandr Bahdanovich et les Russes Alexey Korovashkov et Ilya Pervukhin.